# Ruben de Haas
Pour les articles homonymes, voir De Haas.
Pas d'image ? Cliquez ici

a Compétitions nationales et continentales officielles uniquement.

b Matchs officiels uniquement.
Dernière mise à jour le 4 mai 2024.
Ruben de Haas, né le 9 octobre 1998 à George (Afrique du Sud), est un joueur de rugby à XV international américain d'origine sud-africaine. Il joue au poste de demi de mêlée.

## Biographie
Ruben de Haas est le fils de Pieter de Haas, et le petit-fils de Gerard de Haas, qui ont tous deux joués au rugby avec la province du Free State.
Il est né à George en Afrique du Sud, mais émigre aux États-Unis avec sa famille en 2009, et s'installe à Hot Springs dans l'Arkansas,.

## Carrière

### En club
Ruben de Haas joue d'abord au rugby avec le club du Little Rock RC, qui est la seule équipe junior de l'Arkansas.
En 2017, il retourne dans son pays natal, et rejoint l'académie des Free State Cheetahs. Avec cette province, il dispute le championnat provincial des moins de 19 ans. L'année suivante, il joue également en Varsity Cup (en) (championnat universitaire sud-africain) avec les CUT Ixias (club de l'université de technologie centrale de Bloemfontein),.
Il commence sa carrière professionnelle en 2018 avec les Free State Cheetahs, disputant la Rugby Challenge. Après trois apparaitrions en tant que remplaçant, il signe un contrat professionnel de deux saisons avec sa province, et rejoint pas la même occasion l'effectif des Cheetahs engagé en Pro14. Il ne dispute aucun match lors de ses deux premières saisons aux Cheetahs, et doit se contenter de jouer en Rugby Challenge avec sa province. Malgré son manque de temps de jeu, il prolonge son contrat pour une saison supplémentaire en avril 2020.
Il fait finalement ses débuts avec les Cheetahs lors du Super Rugby Unlocked (en) en novembre 2020,. Il joue un total de trois rencontres lors de la saison. Peu après, en décembre 2020, il fait également ses débuts en Currie Cup avec les Free State Cheetahs.
En février 2021, il est annoncé qu'il rejoint le club anglais des Saracens en Premiership, pour un contrat de deux saisons à compter de juillet 2021. Avant de rejoindre l'Angleterre, il fait un passage de trois mois au club texan des Gilgronis d'Austin en MLR entre mai et juillet 2021.
Il joue son premier match avec les Saracens en novembre 2021 dans le cadre de la Coupe d'Angleterre contre les Harlequins. Lors de sa première saison, il est considéré comme le troisième demi de mêlée dans la hiérarchie, derrière les internationaux Aled Davies et Ivan van Zyl. Lors de la saison 2022-2023, son équipe est sacrée championne d'Angleterre après une finale remportée face aux Sale Sharks, match auquel Ruben de Haas ne participe pas.
Après deux saisons en Angleterre, il fait son retour aux Cheetahs pour la saison 2023-2024,. Il se blesse gravement au genou en septembre 2023, lors d'un match amical face à la Western Force, ce qui l'écarte des terrains pendant plus de six mois. Il fait son retour à la compétition en avril 2024, face aux Pumas en SA Cup.

### En équipe nationale
Ruben de Haas représente la sélection américaine scolaire en 2016 à l'occasion d'un tournoi au Canada.
Il joue avec l'équipe des États-Unis des moins de 20 ans en 2016. Il dispute alors le trophée mondial des moins de 20 ans 2016,.
En 2017, il évolue avec l'USA Selects (en) (équipe des États-Unis A) lors du World Rugby Americas Pacific Challenge.
Il est sélectionné pour la première fois avec l'équipe des États-Unis de rugby à XV en janvier 2018 en vue de l'Americas Rugby Championship 2018. Il connait sa première sélection le 17 février 2018 contre l'équipe du Chili à Fullerton,.
En septembre 2019, il est retenu dans le groupe de 31 joueurs américains sélectionné pour disputer la Coupe du monde au Japon. Il dispute quatre matchs lors de la compétition.
En 2021, il est retenu par le sélectionneur de l'Équipe des États-Unis de rugby à XV pour disputer la tournée d'été en Grande-Bretagne.

## Palmarès
- Vainqueur du Championnat d'Angleterre en 2023 avec les Saracens.

## Statistiques
- 31 sélections depuis 2018 (dont 10 titularisations)[2],[3].
- 38 points (7 essais, 1 drop).
- Sélections par année : 7 en 2018, 10 en 2019, 6 en 2021, 5 en 2022, 3 en 2023.

- Participation à la Coupe du monde en 2019 (4 matchs).